# لغات هولندا
اللغة الرسمية لهولندا هي اللغة الهولندية، التي يتحدث بها جميع الناس تقريباً في هولندا. وهي لغة متحدثة ورسمية أيضاً في أروبا، بروكسل، كوراساو، فلاندرز، سينت مارتن وسورينام. وتعتبر لغة جرمانية غربية، وفرانكونية دنيا نشأت في العصور الوسطى في وقت مبكر (حوالي 470م) وأصبحت موحدة في القرن السادس عشر الميلادي.
على أن هناك أيضاً بعض اللغات الإقليمية المعترف بها واللهجات المحلية بجانب الهولندية.
- اللغة الفريزية لغة رسمية مشتركة في مقاطعة فريزلاند. ويتحدث بها حوالي 453.000 متحدث.[1]
- كما أن هناك عدة لهجات من اللغة الساكسونية الهولندية الدنيا (باللغة الهولندية: Nederlands Nedersaksisch) يتحدث في كثير من شمال شرق البلاد، واعترف بها كلغات إقليمية وفقاً للميثاق الأوروبي للغات الإقليمية أو لغات الأقليات. ويتحدث الساكسونية الدنيا حوالي 1.798.000 متحدث.[2]
- هناك لهجة فرانكونية دنيا أعطت مكانة للغة إقليمية وهي الليمبورخية، التي يتحدث بها في جنوب شرق ليمبورغ . وعدد المتحدثين بها 825.000 متحدث. ورغم محاولات الاعتراف بها كلغة رسمية (والتي لاقت بعض النجاح) فمن المهم أن نلاحظ أن الليمبورخية في الواقع تتكون من عدد كبير من اللهجات التي تشترك في بعض الجوانب، ولكنها مختلفة تماماً.[3]

على أية حال كلاً من الساكسونية الدنيا والليمبورخية انتشرا عبر الحدود الهولندية الألمانية وتنتمي إلى مجموعة لهجات هولندية جرمانية دنيا متصلة اللهجة.
- اللغة الإنجليزية هي لغة رسمية في البلديات خاصة من سابا وسينت أوستاتيوس (الجزر الكاريبية الهولندية). يتحدث بها على نطاق واسع على سابا وسينت أوستاتيوس (انظر أيضاً: اللغة الإنجليزية في هولندا).
- البابيامينتو هي لغة رسمية في بلدية بونير الخاصة.

وهولندا لديها لغة إشارات منفصلة (بالهولندية: Nederlandse Gebarentaal (NGT)) . وهذه اللغة تنتظر الاعتراف بها، ويستخدمها حوالي 17.500 مستخدم.
وهناك تقليد تعلم اللغات الأجنبية في هولندا: فنحو 89 ٪ من مجموع السكان لديهم معرفة جيدة باللغة الإنجليزية، و70٪ ألمانية و29٪ فرنسية، و5٪ إسبانية.

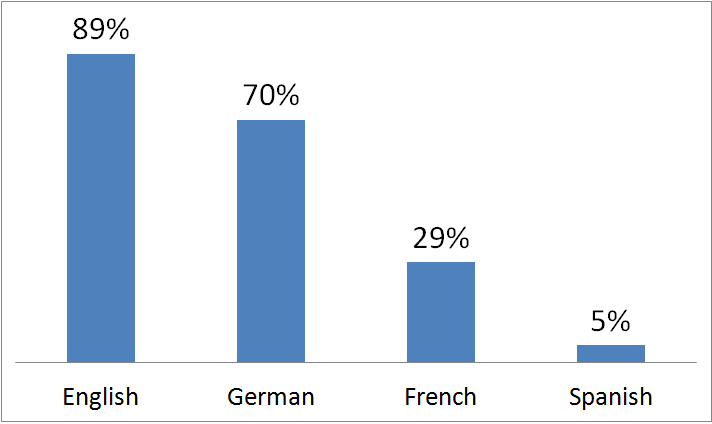
معرفة اللغات الأجنبية في هولندا، بالنسبة المئوية للسكان فوق ال15 عام 2005، بيانات مأخوذة من دراسة من الاتحاد الأوروبي، ebs_243_en.pdf (europa.eu)

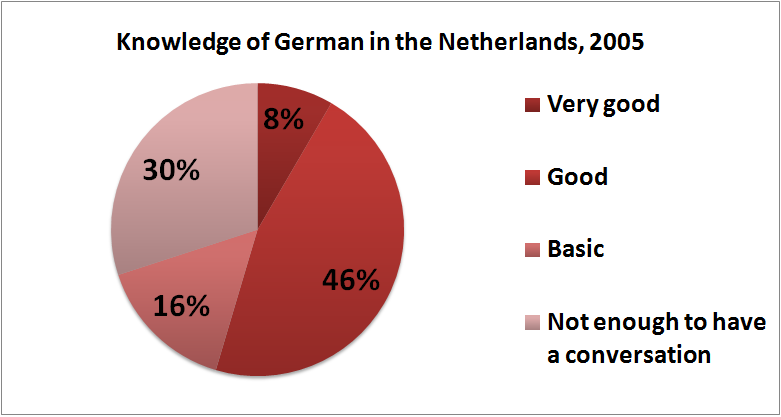
معرفة اللغة الألمانية في هولندا، 2005، يوروباروميتر ، 70% من المشتركين في الدراسة أجابوا أنهم يعرفون الألمانية بما يكفي لإقامة حديث

## لغات الأقليات واللغات واللهجات الإقليمية في دول البنلوكس

### اللهجات الفريزية
الفريزية الغربية هي لغة رسمية في المقاطعة الهولندية فريزلاند (بالفريزية الغربية: Fryslân). وحكومة المقاطعة الفريزية ثنائية اللغة. ومنذ عام 1996 تم الاعتراف بالفريزية كلغة أقلية رسمية في هولندا تحت الميثاق الأوروبي للغات الإقليمية أو لغات الأقليات على الرغم من أنه قد تم الاعتراف بها من قبل الحكومة الهولندية كلغة الدولة الثانية (Tweede rijkstaal)، مع صفة رسمية في فريزلاند منذ خمسينات القرن العشرين.
- اللغة الفريزية الغربية ولهجاتها:
  - الفريزية الخشبية
  - الفريزية الطينية
  - Noordhoeks
  - Zuidwesthoeks
  - Hindeloopers
  - Westers
  - Aasters
  - Schiermonnikoogs

### اللهجات الساكسونية الدنيا

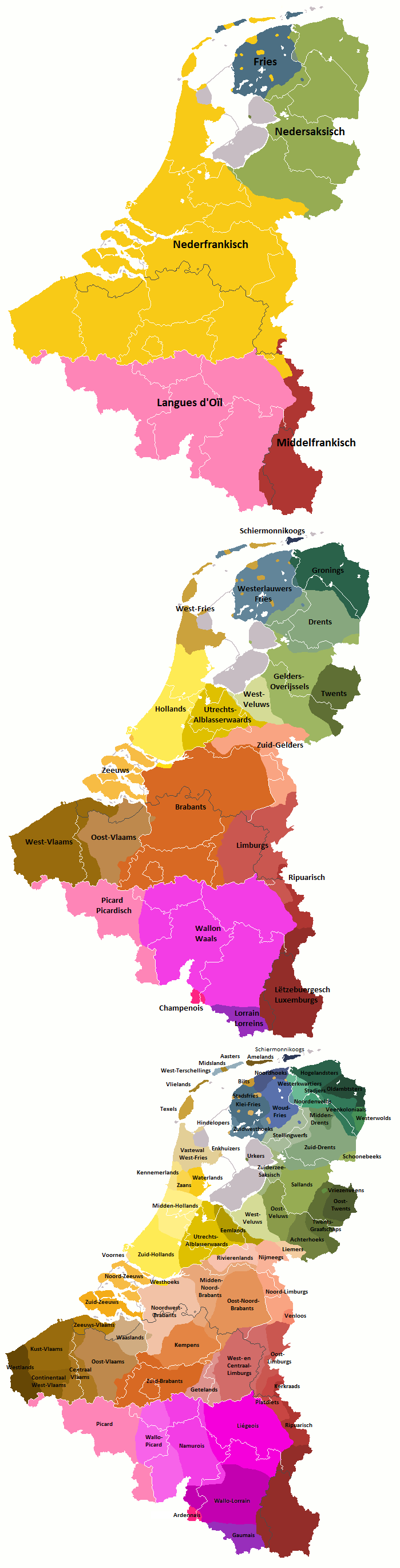
لغات الأقلية، اللغات الإقليمية، واللهجات في دول البنلوكس

- اللهجة الخرونينية - الفريزية الشرقية
  - Kollumerpompsters
  - Hoogelandsters
  - Oldambtsters
  - Westerwolds
  - Veenkoloniaals
  - Stadsgronings
  - نوردنفيلد (اللهجة الدرنتية الشمالية)
- Westerkwartiers
- اللهجة الدرنتية الوسط
- اللهجة الدرنتية الجنوبية
- اللهجة الإستيلينجفيرفية
- Guelderish-Overijssels
  - اللهجة الأوركية
  - اللهجة السالانسية
  - اللهجة الأخترهوكية
- اللهجة التفنتية
  - التفنتية الغربية
  - Vriezenveens (وتعتبر هذه لهجة منفصلة بسبب التأثير الفريزي)
- Twents-Graafschaps
- اللهجة الفيلوفية
  - Oost-Veluws
  - West-Veluws

### اللهجات الفرانكونية الدنيا
- الفريزية الغربية
  - Mainland West Frisian
  - Insular West Frisian
  - الإستادسفريزية
  - Midlands
  - Amelands
  - Bildts
- الهولنديكية
  - Kennemerlandic
  - اللهجة الزانية
  - Waterlandic
  - الأمستردامية
  - Strand-Hollands
  - Haags
  - الروتردامية
  - Utrechts-Alblasserwaards
  - Westhoeks

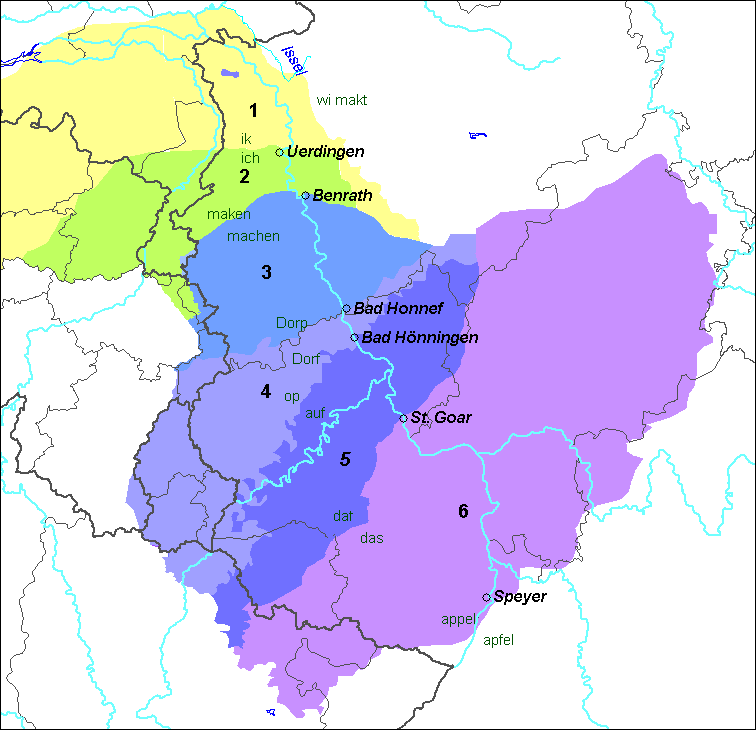
مجموعة اللهجات الراينلاندية
—— الفرانكونية الدنيا (الهولندية) ——
(1) اللهجة البرابنتية (متضمنة الخلدرية الجنوبية، البرخية الشرقية)
(2) ليمبورغية (متضمنة البرخية الدنيا)—— الجرمانية الوسطية الغربية (وسط والراين فرانكونية) ——
(3) ريبوارية (متضمنة البرخية الجنوبية)
(4) ،(5) الموسيلي فراكونية (متضمنة لوكسمبورخية)
(6) الراين فرانكونية

- الزيلندية الفلمنية الغربية (وتشمل الفلمنية الفرنسية)
  - الزيلندية
  - Burger-Zeeuws
  - Coastal West Flemish
  - Continental West Flemish
- الفلمنية الشرقية
- الخلدرية الجنوبية (Kleverlands)
  - Rivierenlands
  - Liemers
  - النايميخية
- البرابانتية
  - Northwest Brabantian
  - Central north Brabantian
  - East Brabantian
  - Kempen Brabantian
  - South Brabantian
  - North Limburgian
- الليمبورخية
  - الليمبورخية الغربية
  - الليمبورخية الوسط
  - الليمبورخية الجنوب شرقية
  - الدتشية الدنيا

### لهجات خارج هولندا تماماً
تنقسم اللوكسمبورخية إلى لوكسمبورخية موسيل، لوكسمبورخية غربية، ولوكسمبورخية شرقية، ولوكسمبورخية شمالية، ولوكسمبورخية مدنية. ولهجات الأويل في دول البنلوكس هي الوالون (والمقسمة إلى والون غربية، والون وسطى، والون شرقية، وجنوبية)، ولهجة اللورين (بما في ذلك جوميه Gaumais)، والشامينواه Champenois ولهجة بيكار (بما في ذلك التورنيسية Tournaisis).